# Río Ulanga
El río Ulanga, también conocido como río Kilombero, nace en las tierras altas del suroeste de la región de Morogoro, Tanzania, en la vertiente oriental del Rift de África Oriental. El río fluye hacia el noreste a lo largo de la frontera noreste de la región de Lindi antes de desembocar en el río Rufiji. El Rufiji finalmente desemboca en el Océano Índico en la costa sur de la región de Pwani.

## Geología
El valle del Ulanga es un ecosistema de humedales naturales intactos formado por innumerables ríos, que constituyen la mayor llanura aluvial estacional de agua dulce de África Oriental. El río Ulanga suministra dos tercios de las aguas del Rufiji.
El río Ulanga está formado por la convergencia de grandes ríos procedentes del sur, que fluyen hacia el norte desde las cordilleras de las regiones de Njombe e Iringa, en la vertiente oriental del Rift de África Oriental, y hacia el sur desde las montañas Udzungwa y Mahenge. Desde el sur, el río Ruhudji serpentea hacia el este, perdiendo altura con bastante rapidez, hasta la cabecera de la gran llanura aluvial del valle del Ulanga. La llanura aluvial ocupa el fondo llano del valle del Ulanga a 210-250 m.s.n.m. El valle está orientado al suroeste-noreste, entre escarpes densamente boscosos de los montes Udzungwa, que se elevan a 2.250 metros sobre el fondo del valle, en el lado noroeste, y los montes Mahenge en el lado sur. 
El Ruhudji recibe varios afluentes importantes y luego se divide en la llanura aluvial en varios canales, que producen una red en la parte central de la llanura aluvial. Otros afluentes que drenan las montañas situadas en lados opuestos del valle se unen a la red, de modo que en la parte central hay diez canales principales que fluyen aproximadamente en paralelo. Una zona de pantanos permanentes, de 45 km de longitud, se extiende hasta 4 km de la orilla oeste del río Kihansi. 
El Kihansi fue represado en su curso superior por encima de la garganta del Kihansi en 1995. Las partes centrales meridionales de la llanura aluvial descienden 40 metros en una distancia de 210 km. En Ifakara, el valle se estrecha unos 4 km y los ríos se unen en la corriente principal del río Ulanga. Al este de Ifakara, el Ulanga fluye a través de un delta de lagos en forma de humedales y se le une en su orilla izquierda el río Msolwa. Este río procede de la alta escarpa de los Udzungwas y atraviesa la parte septentrional de la llanura aluvial, bordeando otra zona de tierras pantanosas permanentes al oeste. Desde el punto de confluencia, el río Ulanga gira bruscamente hacia el sureste y abandona la llanura aluvial (y el sitio Ramsar) en el límite de la Reserva de Caza de Selous. 
El Ulanga sigue su curso durante 65 km hasta confluir con el Luwegu, donde se unen en las cataratas de Shuguli para convertirse en el río Rufiji. A continuación, el Rufiji fluye hacia el noreste a través de la Reserva de Caza de Selous en su camino hacia el Océano Índico.

## Historia
Desde 1885, Karl Peters había empezado a reclamar zonas de África Oriental para Alemania. La costa de Tanganica resultó relativamente fácil, pero la conquista de las zonas del interior de la colonia -hasta el Congo Belga- fue más difícil, ya que muchas partes estaban aún inexploradas. Por esta razón, el gobernador Gustav Adolf von Götzen dirigió una expedición para reclamar estas zonas del interior. Llevó consigo a Georg von Prittwitz y Hermann Kersting.
El río Ulanga y su afluente el Kihansi fueron estudiados por primera vez en 1897-98 por von Prittwitz en un intento de determinar si alguno de los dos ríos constituiría una vía navegable desde la costa hasta el distrito montañoso de Uhehe. Desde Perondo, von Prittwitz navegó el Kihansi en canoa, determinando que era demasiado difícil de navegar debido al gran número de curvas cerradas con un estrecho canal obstruido por hipopótamos. El Ulanga, con sus amplias y suaves curvas, era fácil de navegar para un barco de vapor ligero.

## Política y economía

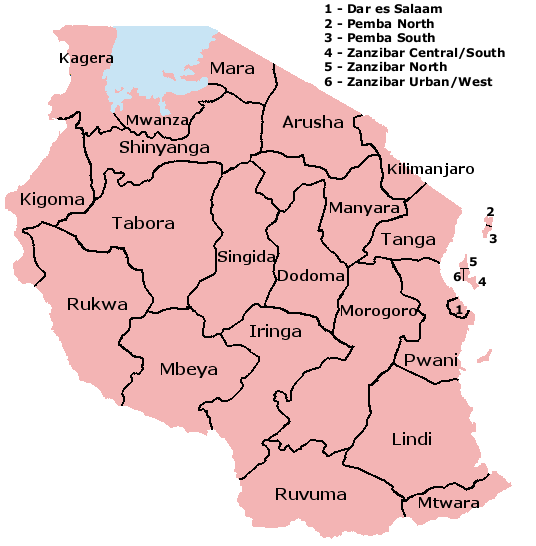
Regiones de Tanzania

El río Ulanga forma el límite entre el distrito de Ulanga y el distrito de Kilombero de la región de Morogoro en el sureste de Tanzania.
La mayoría de los habitantes del valle de Ulanga son agricultores de subsistencia que cultivan maíz y arroz, aunque muchos se ganan la vida pescando. En el valle de Ulanga hay grandes plantaciones de madera de teca. En el noroeste del distrito, las plantaciones de caña de azúcar de la Illovo Sugar Company ocupan la mayor parte de la zona baja.

## Fauna silvestre
El valle de Ulanga se caracteriza por sus grandes poblaciones de grandes mamíferos como el búfalo, el elefante, el hipopótamo, el león y el puku. La mayoría de la población mundial de antílopes puku vive en el valle de Ulanga. El valle alberga una de las poblaciones más grandes de cocodrilo del Nilo en África y es un importante lugar de cría de especies de aves como el picotenaza africano, la avefría de cabeza blanca y el rayador africano. El valle alberga una serie de especies que sólo se encuentran allí, como el mono colobo rojo de Udzungwa y tres especies de aves, el tejedor Ulanga y dos especies no descritas de cisticolas. 
El río alberga 23 especies de peces que se capturan regularmente, incluidas tres especies de peces que no se encuentran río abajo en el Rufiji: Alestes stuhlmannii y dos especies de Citharinus congicus. Los peces del sistema fluvial Rufiji migran río arriba hasta el Ulanga para desovar, generalmente al comienzo de las lluvias en noviembre, y la actividad máxima de desove se produce en diciembre.

## Referencias culturales

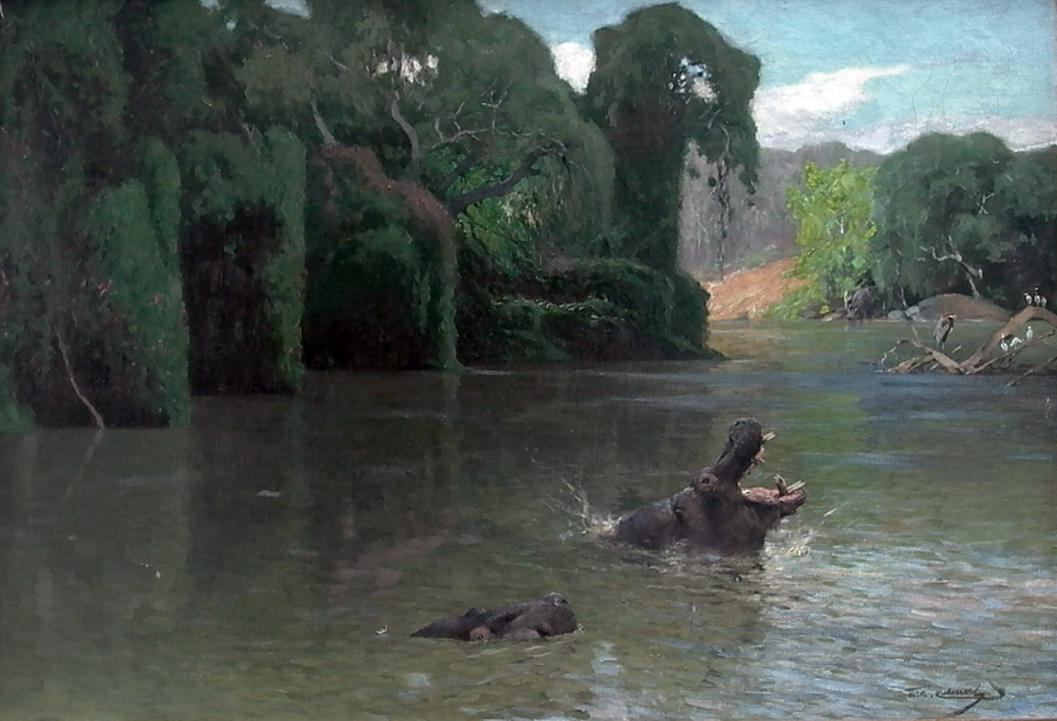
La galería de los árboles del río Ulanga, pintura de Friedrich Wilhelm Kuhnert (1898)